# ریکاردو لادینتی
ریکاردو لادینتی (انگلیسی: Riccardo Ladinetti؛ زادهٔ ۲۰ دسامبر ۲۰۰۰) بازیکن فوتبال است.